# Lijst van personages uit American Dad!
Dit is een Lijst van personages uit de Amerikaanse animatieserie American Dad!.

## Familie Smith

### Stan Smith
Stan is een van de hoofdpersonen uit de serie.
Stan is een agent voor de CIA. Aanvankelijk was hij een veldagent en wapenexpert, maar later krijgt hij promotie naar Deputy-Deputy Director. Stan heeft gestudeerd aan de John DeLorean middelbare school, alwaar hij bepaald niet populair was bij zijn medestudenten.
Hoewel Stan normaal een goede vader en echtgenoot blijkt te zijn, brengt hij zijn gezin regelmatig in lastige situaties met zijn paranoïde gedrag en het feit dat hij zijn werk iets te goed wil doen. Dankzij zijn connecties bij de CIA heeft hij toegang tot een groot arsenaal wapens en andere spullen.
Stan is een republikein in hart en nieren. Derhalve is hij tegen zaken als abortus en een verbod op vuurwapens. Hij lijkt ook sterk te geven om populariteit. Hij schaamt zich voor het feit dat zijn zoon Steve een geek is. Stan is ook langzaam van begrip als het aankomt op sarcastische opmerkingen, en ziet deze dan ook vaak aan voor tips.
Stan heeft een hekel aan mensen met overgewicht. Desondanks had hij zelf in de eerste twee seizoenen van de serie een buikje. In seizoen 3 veranderde zijn uiterlijk een beetje waardoor hij gespierder werd.
In zijn vrije tijd houdt Stan zich bezig met schrijven. Hij heeft een reeks van 3.012 kinderboeken over "Patriot Pigeon" geschreven, maar nog geen uitgever gevonden die een van deze boeken wil publiceren. Stan kan tevens gitaar spelen, en lijkt interesse te hebben in musicals.

### Francine Smith
Francine is Stans vrouw. Hoewel ze ervan houdt om een huisvrouw te zijn, verlangt ze er vaak naar om meer te doen te hebben in haar leven. In de serie neemt ze een paar keer een baantje, maar houdt dit nooit langer dan een aflevering vol.
Francine is op haar zevende geadopteerd door Chinees-Amerikaanse ouders. In haar studententijd stond ze bekend als een feestganger. Eenmaal deed ze een poging het te maken als actrice, maar George Clooney kaapte de eerste grote rol voor haar neus weg waarna ze nooit meer een kans kreeg. Ze ontmoette Stan voor het eerst toen die net af was gestudeerd aan de CIA-academie.
Francine drinkt, rookt, en gebruikt bij extreme stress marihuana. Ze wil dolgraag voorkomen dat haar zoon Steve een onafhankelijke man wordt. Ze heeft een sterke band met haar familie, die zelfs zover gaat dat ze zich weinig aantrekt van Stans soms bizarre neigingen. Hoewel Francine net als Stan een republikein is, houdt ze er modernere ideeën op na. Francine draagt een witte armband om haar linkerpols.

### Hayley Smith
Hayley is de dochter van Stan en Francine. Ze is 18 jaar oud. Ze werd geboren toen haar ouders op safari waren in Afrika.
Tijdens Hayley’s jeugd had ze een goede band met haar vader, vooral omdat ze dezelfde ideeën deelden. Toen ze ouder werd, werd ze echter rebels en ging anders tegen dingen aankijken. Ze is ultraliberaal, wat vaak voor argwaan zorgt bij Stan. Tevens staat ze open voor nieuwe ervaringen, en ziet ze vaak als enige in dat haar vader het bij het verkeerde eind heeft. Ze kan echter erg gewelddadig worden.
Hayley studeert aan het Community College, maar woonde de eerste zes seizoenen nog bij haar ouders. Ze heeft een knipperlichtrelatie met een jongen genaamd Jeff Fischer, met wie ze in seizoen 6 uiteindelijk trouwt. Na het huwelijk verlaat ze het huis.

### Steve Smith
Steve is de zoon van Stan en Francine. Hij is 14 jaar oud.
Steve is een sociale buitenstaander. Hij is een geek die meer geeft om technologie en sciencefiction dan om sport en populariteit. Steve heeft wel interesse in vrouwen, maar het feit dat hij bijna niets van hen af weet weerhoudt hem ervan een serieuze relatie te krijgen. Hij heeft een paar keer geprobeerd een vriendin te krijgen, maar dat draaide altijd uit op een fiasco. In seizoen 2 had hij langere tijd een vriendin genaamd Debbie, maar zij dumpte hem uiteindelijk.
Stan probeert regelmatig uit alle macht een “man” te maken van Steve, maar zonder succes. Wel heeft Steve van zijn vader een aantal dingen geleerd die maar weinig mensen kunnen, zoals praten met dolfijnen. Voor Stan is Steve een schande en hij durft Steve dan ook nooit aan zijn collega’s te tonen.

### Roger
Roger is een grijze humanoïde alien die bij de familie Smith woont. Stan haalde hem in huis nadat Roger zijn leven redde in area 51. Stan introduceerde Roger bij de familie als cadeau voor Steve zijn tiende verjaardag.
Omdat het tegen reglementen van de CIA is om aliens te helpen, moet Roger zich van Stan altijd schuilhouden. Hij slaapt op de zolder van het huis en brengt zijn tijd meestal door met drinken, eten en tv-kijken. Zijn favoriete drank is wijn. Hij is een expert op het gebied van films en televisieseries, en weet veel over beroemdheden. Als hij het huis toch verlaat, doet hij dit altijd in vermomming. Alhoewel zelfs met deze vermommingen te zien is dat hij een alien is, zijn de Smiths de enigen die door zijn vermommingen heen zien.
Roger heeft de neiging om het zich enorm persoonlijk aan te trekken als hij een fout maakt, hoe klein die fout ook is. Ook kan hij zich vaak kinderachtig gedragen.
Er is maar weinig bekend over Rogers verleden. Zijn thuisplaneet wordt nooit gezien of uitvoerig beschreven. Ook hoe Roger op aarde is beland wordt maar deels opgehelderd. Volgens eigen zeggen kwam hij op aarde tijdens het Roswellincident, met als doel om een monster van cholera te verzamelen. Blijkbaar ging hierbij iets mis waardoor hij langer op aarde bleef. Echter, in een aflevering bleek hij naar de aarde te zijn gestuurd als testdummy voor een nieuw type ruimteschip (de ontdekking dat hij door zijn soortgenoten was gedumpt bezorgde  Roger bijna een trauma). Roger lijkt in elk geval totaal geen haast en/of zin te hebben om terug te keren naar zijn thuisplaneet.
Roger is 1600 aardjaren oud.

### Klaus
Klaus was ooit een Duitse skispringer, totdat de CIA hem ontvoerde en zijn brein overzette in het lichaam van een goudvis om te voorkomen dat hij op de Olympische Spelen de gouden medaille voor de neus van de Amerikaanse atleten zou wegkapen. Sindsdien woont Klaus bij de familie Smith.
Klaus moet nog steeds wennen aan het feit dat hij een vis is geworden. Ondanks zijn nieuwe lichaam, bezit hij nog steeds zijn menselijke intelligentie en spraakvermogen. Hij praat met een Duits accent. Hij heeft een oogje op Francine, en maakt dit regelmatig duidelijk.
Klaus is groot fan van Scrubs en Grey's Anatomy. Hij voelt zich vaak geïsoleerd omdat de andere familieleden maar weinig aandacht aan hem besteden.
Klaus komt van alle hoofdpersonages het minst voor in de serie. Hij is maar zelden onderdeel van de plot, en vaak heeft hij in een aflevering niet meer dan een of twee cameo’s.

## Andere familieleden

### Stans kant
Jack SmithStans vader. Jarenlang was Stan ervan overtuigd dat zijn vader een succesvolle agent was voor Con Heir, maar later blijkt hij gewoon een juwelendief te zijn. Jack heeft grijs haar en mist een oog.
Betty SmithStans moeder. Nadat Jack het gezin verliet, zorgde Stan voor haar. Zijn liefde voor haar ging echter zo ver, dat hij al haar nieuwe vriendjes liet ontvoeren door de CIA en op een onbewoond eiland dumpen.
HerculesStans nieuwe stiefvader en keurslager. Hij is van Griekse afkomst, en een van Francines vrienden.
Opa Smitheen man die jarenlang door Stan werd betaald om zich voor te doen als zijn vader, terwijl Stans echte vader op een missie was. Hij stierf in de aflevering “Con Heir”.
RustyStans halfbroer, wiens bestaan wordt onthuld in de aflevering Meter Made. Hij is de zoon van Stans vader en een Indiaanse vrouw. Hij is erg rijk, iets waar Stan gigantisch jaloers op is.
Thundercat SmithToen de familie Smith tijdelijk naar Saoedi-Arabië verhuisde, maakte Stan dankbaar gebruik van het feit dat een man in dat land met meerdere vrouwen mag trouwen. Hij trouwde toen tijdelijk met een vrouw die hij de naam Thundercat gaf omdat hij haar echte naam niet kon uitspreken.
Joanna SmithStans derde vrouw, met wie hij trouwt in de aflevering When a Stan Loves a Woman. Stan trouwde met haar toen hij tijdelijk scheidde van Francine.

### Francines kant
Bàba and Māma LingFrancines Chinees-Amerikaanse adoptieouders. Stan kon hen eerst niet uitstaan vanwege hun gewoontes, maar accepteerde hen nadat ze zijn leven redden tijdens een brand.
Nicholas and Casandra DawsonFrancines echte ouders. Ze lieten haar als baby achter op een vliegveld omdat er geen baby’s waren toegestaan in de eerste klas van het vliegtuig, en ze geen zin hadden om tweede klas te reizen. Ze zijn enorm rijk, maar ook erg op zichzelf gesteld. Stan probeerde hen ooit aan Francine voor te stellen, maar zag hier vanaf toen hij besefte hoe egoïstisch ze waren.
Gwen Linghet zwarte schaap in de familie Ling en de oudere adoptiezuster van Francine. Ze werkt zichzelf steeds in de nesten en Francine helpt haar altijd uit de problemen, omdat Gwen ooit de schuld op zich nam voor de schoolbrand die eigenlijk Francine's schuld was. Stan vindt haar, ondanks haar Chinese afkomst, een "lekker ding" en ook Steve koestert erotische gevoelens voor zijn adoptietante. Haar ouders vinden Gwen een teleurstelling.

## CIA
Avery BullockDeputy Director van de CIA, en Stans baas. Net als Stan leeft hij voor zijn werk, maar hij is minder paranoïde en een stuk competenter dan Stan. Hij is getrouwd, maar dat weerhoudt hem er niet van andere vrouwen het hof te maken. Hij runt de CIA alsof het een kleuterschool is. Zo moeten medewerkers bij wangedrag in de hoek staan, en moeten ze vaak spreekbeurten geven. Hij lijdt tevens aan een cocaïneverslaving.
Sanjen "AJ." BullockAvery’s adoptiefzoon.
Jacksoneen van Stans collega’s bij de CIA. Hij was ooit een makelaar en voormalig homoseksueel. Volgens eigen zeggen verdween zijn sodomie als sneeuw voor de zon toen hij stopte met huizen verkopen.
Dickeen van Stans collega’s bij de CIA. Hij kan het niet hebben dat zijn vrouw meer verdient dan hij.
Saunderseen CIA-agent die vaak aanwezig is bij gesprekken tussen Stan en Bullock.
Dupereen rivaal van Stan.
BillStans dubbelganger bij de CIA. Hij neemt vaak Stans plaats in indien Stan dingen moet doen die hij liever niet wil, zoals kooklessen volgen met Francine.
Reginaldeen pratende koalabeer die voor de CIA werkt als agent. Vroeger was Reginald een zwarte zwerver, tot zijn geest door de CIA in het lichaam van een koalabeer werd geplaatst. Hij was ook enige tijd bevriend met Hayley.
Stiles of McGeehij is één der weinige zwarte collega's van Stan.
Gileen vadsige kalende toezichthouder op de CIA die in vuile kleren volledig de beelden op de cameramonitoren achter hem negeert.
Rayeen oudgediende en collega van Stan die weduwnaar of vrijgezel is.

## Steve's vrienden
Snoteen joodse tiener met krullend haar en een erge vorm van acne. Hij spreekt naast Engels ook Klingon. In tegenstelling tot de meeste joodse personages in American Dad is Snot arm. Zijn ware naam is Schmuely Longstein.
Barryeen dikke jongen die erg traag overkomt. Stan heeft een hekel aan hem, mogelijk vanwege zijn haat voor dikke mensen. Barry heeft echter een duistere kant die bijna niemand kent: hij is een kwaadaardig genie dat ervan houdt om mensen pijn te doen. Deze kant houdt hij normaal onder controle met een krachtig medicijn. Dit medicijn heeft als bijwerking mentale retardatie. De stem van Barry wordt ingesproken door Eddie Kaye Thomas.
Toshieen Japanse tiener. Hij spreekt bijna nooit, en als hij praat is dat in het Japans, alhoewel hij een paar keer Engelse woorden gebruikte, zoals weerwolf. Hij kan de anderen blijkbaar wel verstaan. Een running gag is dat de anderen altijd proberen uit te vinden wat Toshi nu precies gezegd heeft, maar met iets totaal anders komen dan wat hij werkelijk bedoelt. Zelfs zijn ouders begrijpen niet waarom hij Japans spreekt.

## Pearl Bailey High School
Principal Lewishet schoolhoofd van de Pearl Bailey High School. Hij is tevens lid van de Illuminati. Er zijn aanwijzingen in de serie dat hij ooit actief was als agent of andere ordehandhaver, daar hij veel kennis heeft van bepaalde soorten drugs.
Debby Hymaneen aan overgewicht lijdende goth waar Steve in seizoen twee van de serie verliefd op werd. De twee hadden in seizoen twee langere tijd een relatie, maar deze werd een paar maal verbroken.
Lisa Silverhet hoofd van de cheerleaders en een van de meest populaire meisjes op school. In de eerste aflevering had Steve een oogje op haar en probeert hij verkering met haar te krijgen, tot hij beseft hoe oppervlakkig ze is.
Donny Pattersoneen pestkop die het vooral op Steve heeft voorzien. Zijn gedrag komt voort uit het feit dat hij continu wordt mishandeld door zijn vader.
Lindsey Coolidgeeen meisje waar Steve tijdelijk een relatie mee had. Zij stond toe dat hij haar borst mocht aanraken, maar voelde zich beledigd toen Steve zei dat hij niets voelde.
Akikoeen Japans meisje en zusje van Toshi. Steve heeft een zwak voor haar en ook zij vindt Steve leuk. Helaas voor hen kunnen hun moeders niet met elkaar opschieten.
Luis Ramirezeen jongen van Latijns-Amerikaanse afkomst die graag de pestkop uithangt. Hij is idolaat van Stelio Kontos, een legendarische pestkop.

## Buren
Jeff FischerHayleys vriend. Hij heeft een slechte relatie met zijn vader, die een drugsdealer is. Zijn moeder verliet het gezin kort na zijn geboorte. Hij probeert vaak te sterk om Hayley tevreden te houden, wat meestal de reden is dat ze hem regelmatig dumpt. Uiteindelijk werpen zijn pogingen haar voor zich te winnen toch hun vruchten af, want in seizoen 6 trouwen ze.
Linda MemariEen vrouw van Iraanse afkomst. Ze is een goede vriendin van Francine. Er zijn suggesties dat ze mogelijk lesbisch is en een oogje heeft op Francine.
Bob MemariLinda's echtgenoot, eveneens van Iraanse afkomst. Hij en Stan stonden aanvankelijk op slechte voet met elkaar, omdat Stan hem en Linda verdacht van terrorisme.
Chuck WhiteStans aartsvijand, die in schijnbaar alles beter is dan Stan. Chuck is erg beschermend tegenover zijn dochter Betsy. Hij eindigt al zijn zinnen met “ha-ha”, zelfs als hij depressief of boos is.
Kristy WhiteChucks vrouw. Ze gedraagt zich erg arrogant, en bedriegt haar echtgenoot geregeld met andere mannen.
Betsy WhiteChucks dochter. Ze moet van haar ouders verplicht aan turnen doen, en mag nooit jongens zien omdat ze bang zijn dat ze dan zwanger wordt.
Nathan Goldbergeen politieagent wiens vader is omgekomen tijdens de Holocaust. Ter nagedachtenis aan zijn vader is Nathan agent geworden, en probeert zich vooral in te zetten voor Joden.
Dill Shephardde rijke maar homofiele zoon van een senator. Hij trouwde bijna met Hayley, maar zij zag af van het huwelijk toen ze de waarheid over hem ontdekte.
Shari Rothbergeen wanhopige Joodse vrouw met wie Roger ooit bijna trouwde.
Mr. Hallworthyeen eenzame bejaarde man die in slechts één aflevering meespeelde en die een aantal afleveringen erna dood in zijn huis werd gevonden.
Lisa Collinseen buurvrouw die een promiscue levensstijl heeft, iedere dag heeft ze een ander scharreltje (man) en ze let niet echt op haar kinderen.
Greg en Terryeen homofiel echtpaar wier huwelijk niet door de staat wordt erkend en die een dochtertje hebben geadopteerd. Ze presenteren een lokale nieuwsuitzending en wonen heel decadent en fatterig. Terry heeft zijn relatie met Greg jaren geheim gehouden voor zijn vader, omdat die een hekel aan homoseksuelen heeft. Ze hebben een dochtertje Libby die ze via draagmoederschap kregen.

## Andere mensen
Stelio Kontoseen legendarische pestkop die Stan vroeger steeds pestte op school. Tegenwoordig werkt hij in een winkel van kopieer- en kantoorartikelen genaamd Klinko's. Hij is van Griekse afkomst en schijnt niet te kunnen praten, aangezien hij nooit iets zegt.
Brett MorrisStans beste vriend omdat hij in veel gevallen op hem lijkt. Op één uitzondering na: hij was atheïst. Stan die vreesde Brett na hun dood niet meer terug te zien, probeerde hem te overtuigen van Gods bestaan, wat er uiteindelijk in resulteerde dat hij satanist werd.
Pastor Donovande pastor van de Episcopaalse Kerk van Langley Falls. Hij neemt zijn taak als pastor niet altijd even serieus en laat het meeste ervan uitvoeren door zijn deken.
Kazimeen jongen in Saoedi-Arabië met wie Hayley verkering had. Ze dacht dat hij een terrorist was die een aanslag wilde plegen op de Amerikaanse ambassade maar ontdekte dat hij een openbare shoarmaverkoper is.
Miriam Bullockde voormalige vrouw van Avery Bullock die door terroristen in Irak werd gegijzeld en gehersenspoeld; toen Stan haar na drie jaar kwam bevrijden om zodoende 's avonds thuis te zijn, bleek ze totaal geflipt te zijn. Als ze weer zichzelf is en naar haar man terugkeert, betrapt ze hem met een Koreaanse prostituee met overgewicht die Coco heet. Ze schiet Bullock door de knie en ontvoert Avery jr. en noemt hem Muhammad. Later wordt Miriam Bullock vermoord door Ricky Spanish, één der personages van Roger.
Meg Pennerde tandarts van Stan en Francine die Stan die met Stan de afspraak heeft gemaakt dat ze met elkaar gaan trouwen zodra ze weduwe en weduwnaar zijn geworden.